# Gotarta

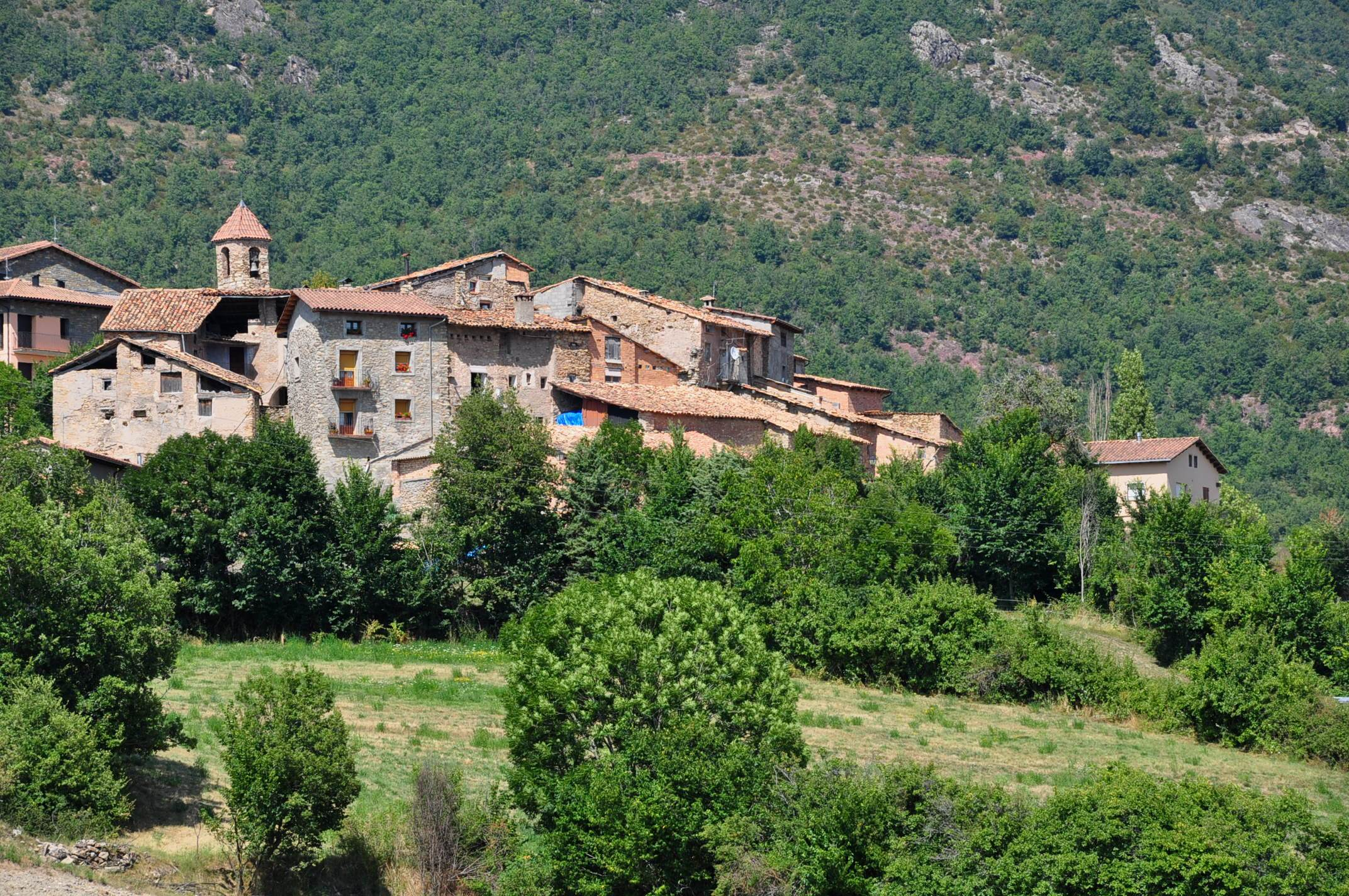
Gotarta

Gotarta – miejscowość w Hiszpanii, w Katalonii, w prowincji Lleida, w comarce Alta Ribagorça, w gminie El Pont de Suert.
Według danych opublikowanych przez Institut d’Estadística de Catalunya w 2020 roku liczyła 27 mieszkańców – 15 mężczyzn i 12 kobiet. Liczba mieszkańców w poprzednich latach: 9 (2008), 12 (2009), 27 (2014), 32 (2015), 26 (2019).